# Роланд (батальон)
Батальон «Роланд» (нем. Battalion Ukrainische Gruppe Roland или нем. Roland, укр. Батальйон (курінь) «Роланд»), также известный как «Группа Юг» Дружин украинских националистов, — одно из двух украинских подразделений специального назначения, сформированных в 1941 году с санкции руководителя германской военной разведки В. Канариса для обучения и использования в составе специального разведывательно-диверсионного формирования «Бранденбург-800» в ходе нападения Германии на СССР. Подчинялся 2-му отделу Управления абвера (Amt Abwehr II; специальные операции) при Верховном Командовании вермахта.

## Предыстория
С момента создания ОУН в её программных документах чётко прослеживалась ориентация на вооружённые методы борьбы за создание самостоятельного украинского государства. С одной стороны, предусматривалось создание подпольных боевых групп непосредственно на украинских территориях, которые должны были поднять восстание, а с другой — формирование добровольческих подразделений в составе иностранных армий, которые в решающий момент должны были присоединиться к повстанцам и слиться с ними в единую организованную вооружённую силу. В качестве союзника руководство ОУН сделало ставку на вермахт. Именно Германия, в отличие от Великобритании и Франции, была заинтересована в политическом и военном ослаблении и Польши, и СССР. Кроме того, и Германия, и ОУН были заинтересованы в изменении постверсальской политической карты Европы.
ОУН возлагала на новую войну огромные надежды, намереваясь при поддержке Гитлера получить «Украинское государство».
Берлин же разыгрывал «украинскую карту» лишь в интересах дестабилизации ситуации в Польше. Главным «партнёром» ОУН стал 2-й отдел абвера («диверсии и психологическая война»).
Летом 1939 года в Вене прошла встреча руководителя ОУН А. Мельника с адмиралом Канарисом. В рамках подготовки ОУН к участию в боевых действиях на территории Польши из галичан-эмигрантов было сформировано специальное подразделение под руководством полковника Романа Сушко «Военные отряды националистов» (укр. «Військові Відділи Націоналістів»), известное под кодовым названием нем. Bergbauernhilfe («Помощь крестьян-горцев», поскольку основу подразделения составляли карпатские украинцы), называемое также «Легион Сушко» или просто «Украинский легион». Отряду предстояло стать базой для начала восстания на территории Западной Украины, которое, в свою очередь, должно было послужить поводом для немецкого нападения на Польшу. Однако после подписания пакта Молотова — Риббентропа командование вермахта изменило концепцию использования «Bergbauernhilfe» на бывшей польской территории.
В 1940 году, после успешного завершения военной кампании нацистской Германии на севере Европы, все украинские эмигрантские организации ожидали скорого начала войны между Германией и СССР и, исходя из этого, представляли командованию вермахта различные проекты создания украинской армии. Немецкие генералы, однако, категорически отвергли идею создания полноценной украинской армии, и руководству ОУН пришлось согласиться на формирование сравнительно немногочисленных подразделений.
В феврале 1941 года полномочный представитель ОУН(б) Рихард Ярый, возглавивший с лета 1940 года военную референтуру (ОУН(б)), провёл предварительные переговоры с армейским руководством нацистской Германии и достиг договорённости о подготовке вермахтом 700 украинских боевиков. На завершающем этапе переговоров к ним подключился шеф сухопутных войск генерал В. фон Браухич, руководитель абвера адмирал Канарис и руководитель ОУН(б) С. Бандера. 25 февраля 1941 года было достигнуто соглашение о подготовке украинских подразделений в составе 800 человек, которые, по планам руководства ОУН, должны были стать ядром союзной с вермахтом украинской армии. Как утверждал в своих мемуарах Бандера, официального документа между ОУН(б) и вермахтом не было подписано; при этом руководители ОУН передали немецкой стороне письменное изложение условий, на которых ОУН соглашалась на сотрудничество: целью создаваемого формирования будет борьба против «большевистской России за обновление и защиту Независимой Соборной Украинской Державы»; формирование будет подчиняться Проводу ОУН, с которым оно будет связано присягой; участие формирования в боевых действиях возможно лишь по решению и с согласия Провода ОУН; формирование будет подчиняться немецкому командованию лишь по вопросам военного обучения и воинского распорядка, но не будет принимать военной присяги Германии; войсковая референтура Провода ОУН присваивает обучающимся воинские звания и формирует командный состав подразделений.
Создаваемое военное формирование входило в состав полка абвера «Бранденбург-800» и состояло из групп «Север» под командованием Романа Шухевича и «Юг» под командованием Рихарда Ярого, именовавшихся в документах абвера, соответственно, «Специальное подразделение „Нахтигаль“» и «Организация Роланд». Официальная задача, которую немецкое военное командование ставило перед подразделениями, состояла в «обеспечении безопасности передвижения немецких частей по Украине, разоружении остатков Красной армии, охране эшелонов с пленными и боеприпасами».

## История создания
В феврале 1941 года в ходе переговоров между руководителем «военной референтуры» ОУН(р) Рихардом Ярым и абвером, в которых на заключительном этапе приняли участие С. Бандера, В. Канарис и генерал В. фон Браухич, было достигнуто соглашение об обучении 800 боевиков, которые, согласно планам ОУН, должны были стать ядром союзной с вермахтом украинской армии. В документах абвера новосоздающиеся формирования получили обозначения Специальное подразделение «Нахтигаль» и Организация «Роланд», в документах и историографии ОУН они известны как Дружины украинских националистов («группа Север» и «группа Юг», соответственно).
Создание подразделения было санкционировано 25 февраля 1941 года руководителем немецкой военной разведки (абвера) адмиралом В. Канарисом. Создание батальона имело не только боевое, но и пропагандистское значение. Подготовка личного состава для батальона «Роланд» проходила в учебно-тренировочных лагерях абвера под руководством инструкторов из полка «Бранденбург-800».
Формирование батальона началось в середине апреля 1941 г. на территории Австрии. В отличие от «Нахтигаля», его личный состав в большей степени был представлен эмигрантами первой волны и их потомками. Кроме того, до 15 % от общей численности составляли украинские студенты из Вены и Граца. Командиром батальона был назначен бывший офицер польской армии майор Е. Побигущий. Все остальные офицеры и даже инструкторы были украинцами, в то время как германское командование представляла группа связи в составе 3 офицеров и 8 унтер-офицеров. Обучение батальона проходило в замке Зауберсдорф в 9 км от г. Винер-Нойштадт. В первых числах июня 1941 г. батальон отбыл в Южную Буковину, где ещё около месяца проходил интенсивное обучение, по завершении которого походным маршем двинулся в район Ясс, а оттуда через Кишинёв и Дубоссары — на Одессу, действуя в составе 6-й армии вермахта на территории сначала Западной, а затем и Восточной Украины в июне−июле 1941.
В октябре 1941 был переброшен во Франкфурт-на-Одере, где 21 октября украинский личный состав «Роланда» был объединён с личным составом батальона «Нахтигаль». Новое формирование было направлено для обучения в качестве подразделения охранной полиции. Военнослужащим этого объединенного подразделения было предложено заключить контракт сроком один год (с 1 декабря 1941 по 1 декабря 1942 года) на службу в охранной полиции. Лишь 15 человек отказались от подписания контракта, после чего они были отправлены в трудовые лагеря. Подписавшие контракт составили 201-й батальон охранной полиции и вели впоследствии антипартизанские действия на территории Белоруссии.
1 декабря 1942 года истек срок годичного контракта военнослужащих батальона, однако никто из них не согласился подписать новый контракт. После этого подразделение было расформировано, а его бывших солдат и офицеров начали по частям перебрасывать во Львов, где рядовых солдат уволили со службы, а офицеров поместили под арест в тюрьму на Лонцкого до апреля 1943 года. Некоторым из них — в том числе Роману Шухевичу — удалось скрыться ещё во время конвоирования во Львов.